# Вуйчик, Януш
Януш Марек Вуйчик (пол. Janusz Marek Wójcik) (18 ноября 1953 — 20 ноября 2017) — польский футболист, тренер и политик. В 1989—1992 годах он был тренером олимпийской сборной Польши по футболу, с которой выиграл серебряную медаль Олимпийских игр в Барселоне, а в 1997—1999 годах тренировал основную сборную. Член Сейма пятого созыва.

## Карьера игрока
В качестве футболиста он выступал в варшавских клубах: «Гвардия» (1970—1974, одна игра в лиге), «Урус» (1974) и «Хутник Варшава» (1975—1976). Под конец карьеры играл за рубежом в «Равалпинди» из Пакистана (1976—1977) и в канадском «Торонто Фэлконс» (1979—1980).

## Карьера тренера
В 1979 году Вуйчик окончил тренерский факультет в Академии физического воспитания в Варшаве. Он начал свою тренерскую работу в «Хутнике» ещё до окончания карьеры игрока. Затем он работал помощником тренера юношеской сборной Польши до 16 лет. После окончания карьеры футболиста он руководил «Погонь Гродзиск-Мазовецкий», «Хураган Воломин», снова юношеской сборной Польши, «Хутник Краков» и «Ягеллонией». С последним клубом в 1987 году вышел в Первую лигу (в то время высшая лига). Однако он ушёл после неудачного начала нового сезона.
Он был тренером сборной Польши до 18 лет. С февраля 1989 года он тренировал молодёжную и олимпийскую сборную Польши, с которой вышел на Олимпийские игры 1992 года в Барселоне, где его команда завоевала серебряную медаль. После этого успеха он стал одним из главных кандидатов на замену тренера первой сборной Польши Анджея Стрейляу. Однако Вуйчик стал главным тренером «Легии». В первом сезоне работы с клубом он выиграл чемпионат. Однако после проверки результатов Польский футбольный союз решил отобрать очки, набранные клубом в матче против «Висла Краков». Таким образом, «Легия» уступила титул чемпиона «Леху». Януш Вуйчик продолжил работу с «Легией» до конца осенней части сезона 1993/94, после чего во время зимнего межсезонья он покинул Польшу и перебрался в ОАЭ, где возглавлял молодёжную сборную и клубы «Хаур-Факкан» и «Аль-Халидж».
В июле 1997 года он стал тренером первой сборной Польши. Этому предшествовала отставка Антония Пехничека и недолгое пребывание на посту Кшиштофа Павляка. Значительную роль в его команде играли футболисты, с которыми он выиграл серебряную медаль в Барселоне (в том числе Ежи Бженчек, Анджей Юсковяк, Войцех Ковальчик, Томаш Лапиньский и Томаш Валдох). Он был уволен в 1999 году после неудачной квалификации на чемпионат Европы по футболу 2000 года. Позже он работал тренером в «Погонь Щецин», «Шлёнске», кипрском «Анортосисе» и сборной Сирии. В 2004 году он возглавил команду «Свит». С 2004 по 2007 год он был членом Отдела подготовки кадров Польского футбольного союза. В 2007—2008 годах он возглавлял «Знич». В 2008 году стал тренером «Видзева», но был уволен после трёх матчей. В 2010 году он возглавлял команду «Аль-Нахда Оман».

## Общественная деятельность
Вуйчик принадлежал к Польской объединённой рабочей партии. Во время Третьей Речи Посполитой какое-то время он был советником начальника Управления физической культуры и спорта Яцека Дыбского. Позднее примкнул к левым. В 2001—2003 годах он входил в Союз демократических левых сил. Он состоял в спортивной консультационной группе при Канцелярии премьер-министра во времена Лешека Миллера.
В 2005 году он принял участие в выборах в Сейм в 24-м избирательном округе по списку Самообороны Республики Польша, Вуйчик получил парламентский мандат с 4236 голосами. В Сейме пятого созыва он занял пост председателя Комитета по физической культуре и спорту. Он также заседал в Комитете по связи с поляками за рубежом и был заместителем председателя подкомитета по безопасности массовых мероприятий.
На преждевременных выборах 2007 года он не был переизбран (получил 630 голосов). В феврале 2008 года он был исключён из Самообороны Республики Польша.

## Проблемы с законом
8 января 2006 года он был арестован за вождение автомобиля в нетрезвом состоянии (1,48 ‰ в первом тесте и 1,30 ‰ во втором). Прокурор районной прокуратуры Варшавы предъявил ему обвинения. Януш Вуйчик понёс наказание в виде штрафа в размере 10000 злотых и двухлетнего запрета на вождение.
22 октября 2008 года полиция задержала Вуйчика в связи с коррупционным скандалом в польском футболе. Прокурор выдвинул ему обвинения относительно восьми договорных матчей «Свита» в 2004 году. Суд Вроцлава выпустил его под залог в 500000 злотых.
В сентябре 2012 года в связи с коррупционным скандалом Дисциплинарная комиссия ПФС наказала тренера четырёхлетней дисквалификацией. 9 октября 2014 года он был признан виновным в коррупционных правонарушениях и приговорён к двухлетнему тюремному заключению с условием приостановления его тренерской деятельности сроком на пять лет и штрафом.

## Личная жизнь
В 2000 году Вуйчик снялся в фильме Олафа Любашенко «Парни не плачут». В 2014 году вместе с Пшемыславом Офярой он опубликовал автобиографию под названием «Войт. Мы пойдём с неудачниками! Вся моя жизнь», а в 2016 году появилась вторая часть под названием «Войт. Как я побрил неудачников. О футболе, деньгах и женщинах».
Януш Войчик был женат на Кристине, у него был сын Анджей.

## Смерть
Скончался 20 ноября 2017 года в Варшаве. 29 ноября 2017 года, после траурной массы в варшавском костёле Св. Доминика, он был похоронен на кладбище в Служеве на ул. Валбжиской.